# Ibn al-Jadd
Ibn al-Jadd és el nom d'alguns membres d'una família de notables d'al-Àndalus, de la regió de Sevilla i Niebla. Els principals foren:
- Abu-l-Hàsan Yússuf ibn Muhàmmad ibn al-Jadd, escriptor. Fou katib del rei de Múrcia Abu Bakr Muhammad ibn Ammar vers 1081.
- Abu-l-Qàssim Muhàmmad ibn Abd-Al·lah ibn al-Jadd, expert en sentències religioses, literatura i genealogia. Fou wazir a Algesires (i després a Ronda) de Yazid al-Radi, fill del rei de Sevilla al-Mútamid, i va restar amb el príncep fins que va morir a mans dels almoràvits el 1091. Va morir a Marràqueix el 1121. La seva prosa està qualificada d'excel·lent.
- Abu-Àmir Àhmad ibn Abd-Al·lah ibn al-Jadd, gramàtic reputat, executat pels almohades el 1155
- Abu-Bakr Muhàmmad ibn Abd-Al·lah ibn Yahya ibn al-Fàrah ibn al-Jadd (Niebla 1102- mort després de 1184), gramàtic i escriptor.